# Liste der Nummer-eins-Hits in den Niederlanden (1996)
Dies ist eine Liste der Nummer-eins-Hits in den Niederlanden im Jahr 1996. Sie basiert auf den Nederlandse-Top-40-Singlecharts und den Dutch Album Top 100.
In diesem Jahr gab es 15 Nummer-eins-Singles und 18 Nummer-eins-Alben.

## Singles
| ← 1995 ← | Liste der Nummer-eins-Hits in den Niederlanden | Liste der Nummer-eins-Hits in den Niederlanden | Liste der Nummer-eins-Hits in den Niederlanden | 1997 →                    |
| \| Zeitraum \| Wo. ges. \| Interpret \| Titel Autor(en) \| Zusätzliche Informationen \| \| (Zeitraum, Wochen auf Platz eins, Interpret, Titel, Autor[en], zusätzliche Informationen) \| \| \| \| \| \| ----------------------------------------------------------------------------------------- \| -------- \| --------------------- \| ----------------------------------------------------------------------------------------------------------------------------------------------------------------------------------------------------------------------------------------------------------------------------------------------------------------------------- \| ------------------------- \| \| 9. Dezember 1995 – 2. Februar 1996 8 Wochen \| 8 \| Linda, Roos & Jessica \| Ademnood Jochem Fluitsma, Eric J. van Tijn \| – \| \| 3. Februar 1996 – 9. Februar 1996 1 Woche \| 1 \| Luniz \| I Got 5 on It Thomas Derrick McElroy, Denzil Delano Foster, Jay A. King, Garrick Husbands, Jerold D. Ellis Jr., Anthony Douglas Gilmour, Robert Earl Bell, George Melvin Brown, Robert Spike Mickens, Claydes Eugene Smith, Dennis Ronald Thomas, Richard Westfield, Ronald Nathan Bell, Donald Boyce, Michael James Marshall \| – \| \| 10. Februar 1996 – 16. Februar 1996 1 Woche \| 1 \| Party Animals \| Have You Ever Been Mellow John Clifford Farrar \| – \| \| 17. Februar 1996 – 1. März 1996 2 Wochen \| 2 \| Fluitsma & Van Tijn \| 15 miljoen mensen Jochem Fluitsma, Eric J. van Tijn \| – \| \| 2. März 1996 – 29. März 1996 4 Wochen \| 4 \| Guus Meeuwis & Vagant \| Per spoor (kedeng kedeng) Gustaaf S. M. Meeuwis \| – \| \| 30. März 1996 – 26. April 1996 4 Wochen \| 4 \| Captain Jack \| Captain Jack Udo Niebergall, Richard Witte, Elizabeth da Costa, Volker Weber \| – \| \| 27. April 1996 – 17. Mai 1996 3 Wochen \| 3 \| Party Animals \| Hava naquila Traditional \| – \| \| 18. Mai 1996 – 7. Juni 1996 3 Wochen \| 3 \| Captain Jack \| Drill Instructor Udo Niebergall, Richard Witte, Elizabeth da Costa, Francisco Alejandro Gutierrez \| – \| \| 8. Juni 1996 – 5. Juli 1996 4 Wochen \| 4 \| Los del Río \| Macarena (Bayside Boys Remix) Antonio Romero Monge, Rafael Ruiz Perdigones \| – \| \| 6. Juli 1996 – 16. August 1996 6 Wochen \| 6 \| The Fugees \| Killing Me Softly Musik: Charles Fox; Text: Norman Gimbel \| – \| \| 17. August 1996 – 6. September 1996 3 Wochen \| 3 \| Party Animals \| Aquarius Musik: Arthur Terence Galt MacDermot; Text: James Rado, Gerome Ragni \| – \| \| 7. September 1996 – 20. September 1996 2 Wochen \| 2 \| Spice Girls \| Wannabe Matthew Paul Rowbottom, Richard Frederick Stannard, Melanie Janine Brown, Victoria Caroline Beckham, Geraldine Estelle Halliwell, Emma Lee Bunton, Melanie Jayne Chisholm \| – \| \| 21. September 1996 – 25. Oktober 1996 5 Wochen \| 5 \| Rob de Nijs \| Banger hart Musik: Ellert J. M. Driessen; Text: Belinda Meuldijk \| – \| \| 26. Oktober 1996 – 6. Dezember 1996 6 Wochen \| 6 \| The Kelly Family \| I Can’t Help Myself (I Love You, I Want You) Kelly Family \| – \| \| 7. Dezember 1996 – 27. Dezember 1996 3 Wochen \| 3 \| Hakkûhbar \| Gabbertje Hakkûhbar, Harry de Groot, Johan Henri uit den Boogaard \| – \| \| 28. Dezember 1996 – 15. Februar 1997 7 Wochen \| 7 \| No Doubt \| Don’t Speak Gwen Renee Stefani, Eric Matthew Stefani \| – \| |                                                |                                                | |                           |
| ← 1995 |                                                |                                                | | → 1997 →                  |
| Zeitraum | Wo. ges.                                       | Interpret                                      | Titel Autor(en) | Zusätzliche Informationen |
| (Zeitraum, Wochen auf Platz eins, Interpret, Titel, Autor[en], zusätzliche Informationen) |                                                |                                                | |                           |
| 9. Dezember 1995 – 2. Februar 1996 8 Wochen | 8                                              | Linda, Roos & Jessica                          | Ademnood Jochem Fluitsma, Eric J. van Tijn | –                         |
| 3. Februar 1996 – 9. Februar 1996 1 Woche | 1                                              | Luniz                                          | I Got 5 on It Thomas Derrick McElroy, Denzil Delano Foster, Jay A. King, Garrick Husbands, Jerold D. Ellis Jr., Anthony Douglas Gilmour, Robert Earl Bell, George Melvin Brown, Robert Spike Mickens, Claydes Eugene Smith, Dennis Ronald Thomas, Richard Westfield, Ronald Nathan Bell, Donald Boyce, Michael James Marshall | –                         |
| 10. Februar 1996 – 16. Februar 1996 1 Woche | 1                                              | Party Animals                                  | Have You Ever Been Mellow John Clifford Farrar | –                         |
| 17. Februar 1996 – 1. März 1996 2 Wochen | 2                                              | Fluitsma & Van Tijn                            | 15 miljoen mensen Jochem Fluitsma, Eric J. van Tijn | –                         |
| 2. März 1996 – 29. März 1996 4 Wochen | 4                                              | Guus Meeuwis & Vagant                          | Per spoor (kedeng kedeng) Gustaaf S. M. Meeuwis | –                         |
| 30. März 1996 – 26. April 1996 4 Wochen | 4                                              | Captain Jack                                   | Captain Jack Udo Niebergall, Richard Witte, Elizabeth da Costa, Volker Weber | –                         |
| 27. April 1996 – 17. Mai 1996 3 Wochen | 3                                              | Party Animals                                  | Hava naquila Traditional | –                         |
| 18. Mai 1996 – 7. Juni 1996 3 Wochen | 3                                              | Captain Jack                                   | Drill Instructor Udo Niebergall, Richard Witte, Elizabeth da Costa, Francisco Alejandro Gutierrez | –                         |
| 8. Juni 1996 – 5. Juli 1996 4 Wochen | 4                                              | Los del Río                                    | Macarena (Bayside Boys Remix) Antonio Romero Monge, Rafael Ruiz Perdigones | –                         |
| 6. Juli 1996 – 16. August 1996 6 Wochen | 6                                              | The Fugees                                     | Killing Me Softly Musik: Charles Fox; Text: Norman Gimbel | –                         |
| 17. August 1996 – 6. September 1996 3 Wochen | 3                                              | Party Animals                                  | Aquarius Musik: Arthur Terence Galt MacDermot; Text: James Rado, Gerome Ragni | –                         |
| 7. September 1996 – 20. September 1996 2 Wochen | 2                                              | Spice Girls                                    | Wannabe Matthew Paul Rowbottom, Richard Frederick Stannard, Melanie Janine Brown, Victoria Caroline Beckham, Geraldine Estelle Halliwell, Emma Lee Bunton, Melanie Jayne Chisholm | –                         |
| 21. September 1996 – 25. Oktober 1996 5 Wochen | 5                                              | Rob de Nijs                                    | Banger hart Musik: Ellert J. M. Driessen; Text: Belinda Meuldijk | –                         |
| 26. Oktober 1996 – 6. Dezember 1996 6 Wochen | 6                                              | The Kelly Family                               | I Can’t Help Myself (I Love You, I Want You) Kelly Family | –                         |
| 7. Dezember 1996 – 27. Dezember 1996 3 Wochen | 3                                              | Hakkûhbar                                      | Gabbertje Hakkûhbar, Harry de Groot, Johan Henri uit den Boogaard | –                         |
| 28. Dezember 1996 – 15. Februar 1997 7 Wochen | 7                                              | No Doubt                                       | Don’t Speak Gwen Renee Stefani, Eric Matthew Stefani | –                         |

## Alben
| ← 1995 ← | Liste der Nummer-eins-Hits in den Niederlanden | Liste der Nummer-eins-Hits in den Niederlanden | Liste der Nummer-eins-Hits in den Niederlanden | 1997 →                    |
| \| Zeitraum \| Wo. ges. \| Interpret \| Titel \| Zusätzliche Informationen \| \| (Zeitraum, Wochen auf Platz eins, Interpret, Titel, zusätzliche Informationen) \| \| \| \| \| \| ------------------------------------------------------------------------------ \| -------- \| --------------------- \| ------------------------------------- \| ------------------------- \| \| 16. Dezember 1995 – 26. Januar 1996 6 Wochen (insgesamt 7) \| 7 \| André Rieu \| Wiener Melange \| – \| \| 27. Januar 1996 – 9. Februar 1996 2 Wochen \| 2 \| Enya \| The Memory of Trees \| – \| \| 10. Februar 1996 – 8. März 1996 4 Wochen \| 4 \| Helmut Lotti \| Helmut Lotti Goes Classic \| – \| \| 9. März 1996 – 29. März 1996 3 Wochen (insgesamt 5) \| 5 \| Marco Borsato \| Als geen ander \| – \| \| 30. März 1996 – 12. April 1996 2 Wochen (insgesamt 12) \| 12 \| Céline Dion \| Falling into You \| – \| \| 13. April 1996 – 26. April 1996 2 Wochen (insgesamt 3) \| 3 \| Take That \| Greatest Hits \| – \| \| 27. April 1996 – 3. Mai 1996 1 Woche (insgesamt 12) \| 12 \| Céline Dion \| Falling into You \| – \| \| 4. Mai 1996 – 10. Mai 1996 1 Woche (insgesamt 3) \| 3 \| Take That \| Greatest Hits \| – \| \| 11. Mai 1996 – 17. Mai 1996 1 Woche (insgesamt 12) \| 12 \| Céline Dion \| Falling into You \| – \| \| 18. Mai 1996 – 24. Mai 1996 1 Woche \| 1 \| Guus Meeuwis & Vagant \| Verbazing \| – \| \| 25. Mai 1996 – 31. Mai 1996 1 Woche \| 1 \| Paul de Leeuw \| Encore \| – \| \| 1. Juni 1996 – 7. Juni 1996 1 Woche \| 1 \| George Michael \| Older \| – \| \| 8. Juni 1996 – 14. Juni 1996 1 Woche (insgesamt 5) \| 5 \| Marco Borsato \| Als geen ander \| – \| \| 15. Juni 1996 – 21. Juni 1996 1 Woche (insgesamt 3) \| 3 \| Alanis Morissette \| Jagged Little Pill \| – \| \| 22. Juni 1996 – 5. Juli 1996 2 Wochen \| 2 \| Metallica \| Load \| – \| \| 6. Juli 1996 – 12. Juli 1996 1 Woche (insgesamt 3) \| 3 \| Alanis Morissette \| Jagged Little Pill \| – \| \| 13. Juli 1996 – 26. Juli 1996 2 Wochen (insgesamt 3) \| 3 \| Andrea Bocelli \| Bocelli \| – \| \| 27. Juli 1996 – 9. August 1996 2 Wochen \| 2 \| Bette Midler \| Experience the Divine – Greatest Hits \| – \| \| 10. August 1996 – 23. August 1996 2 Wochen \| 2 \| The Fugees \| The Score \| – \| \| 24. August 1996 – 30. August 1996 1 Woche (insgesamt 3) \| 3 \| Alanis Morissette \| Jagged Little Pill \| – \| \| 31. August 1996 – 13. September 1996 2 Wochen (insgesamt 3) \| 3 \| Frans Bauer \| Voor jou \| – \| \| 14. September 1996 – 20. September 1996 1 Woche \| 1 \| René Froger \| Illegal Romeo Part 1 \| – \| \| 21. September 1996 – 27. September 1996 1 Woche (insgesamt 3) \| 3 \| Frans Bauer \| Voor jou \| – \| \| 28. September 1996 – 4. Oktober 1996 1 Woche \| 1 \| R.E.M. \| New Adventures in Hi-Fi \| – \| \| 5. Oktober 1996 – 11. Oktober 1996 1 Woche (insgesamt 3) \| 3 \| Andrea Bocelli \| Bocelli \| – \| \| 12. Oktober 1996 – 22. November 1996 6 Wochen (insgesamt 12) \| 12 \| Céline Dion \| Falling into You \| – \| \| 23. November 1996 – 20. Dezember 1996 4 Wochen \| 4 \| Toni Braxton \| Secrets \| – \| \| 21. Dezember 1996 – 3. Januar 1997 2 Wochen (insgesamt 12) \| 12 \| Céline Dion \| Falling into You \| – \| |                                                |                                                |                                                |                           |
| ← 1995 |                                                |                                                |                                                | → 1997 →                  |
| Zeitraum | Wo. ges.                                       | Interpret                                      | Titel                                          | Zusätzliche Informationen |
| (Zeitraum, Wochen auf Platz eins, Interpret, Titel, zusätzliche Informationen) |                                                |                                                |                                                |                           |
| 16. Dezember 1995 – 26. Januar 1996 6 Wochen (insgesamt 7) | 7                                              | André Rieu                                     | Wiener Melange                                 | –                         |
| 27. Januar 1996 – 9. Februar 1996 2 Wochen | 2                                              | Enya                                           | The Memory of Trees                            | –                         |
| 10. Februar 1996 – 8. März 1996 4 Wochen | 4                                              | Helmut Lotti                                   | Helmut Lotti Goes Classic                      | –                         |
| 9. März 1996 – 29. März 1996 3 Wochen (insgesamt 5) | 5                                              | Marco Borsato                                  | Als geen ander                                 | –                         |
| 30. März 1996 – 12. April 1996 2 Wochen (insgesamt 12) | 12                                             | Céline Dion                                    | Falling into You                               | –                         |
| 13. April 1996 – 26. April 1996 2 Wochen (insgesamt 3) | 3                                              | Take That                                      | Greatest Hits                                  | –                         |
| 27. April 1996 – 3. Mai 1996 1 Woche (insgesamt 12) | 12                                             | Céline Dion                                    | Falling into You                               | –                         |
| 4. Mai 1996 – 10. Mai 1996 1 Woche (insgesamt 3) | 3                                              | Take That                                      | Greatest Hits                                  | –                         |
| 11. Mai 1996 – 17. Mai 1996 1 Woche (insgesamt 12) | 12                                             | Céline Dion                                    | Falling into You                               | –                         |
| 18. Mai 1996 – 24. Mai 1996 1 Woche | 1                                              | Guus Meeuwis & Vagant                          | Verbazing                                      | –                         |
| 25. Mai 1996 – 31. Mai 1996 1 Woche | 1                                              | Paul de Leeuw                                  | Encore                                         | –                         |
| 1. Juni 1996 – 7. Juni 1996 1 Woche | 1                                              | George Michael                                 | Older                                          | –                         |
| 8. Juni 1996 – 14. Juni 1996 1 Woche (insgesamt 5) | 5                                              | Marco Borsato                                  | Als geen ander                                 | –                         |
| 15. Juni 1996 – 21. Juni 1996 1 Woche (insgesamt 3) | 3                                              | Alanis Morissette                              | Jagged Little Pill                             | –                         |
| 22. Juni 1996 – 5. Juli 1996 2 Wochen | 2                                              | Metallica                                      | Load                                           | –                         |
| 6. Juli 1996 – 12. Juli 1996 1 Woche (insgesamt 3) | 3                                              | Alanis Morissette                              | Jagged Little Pill                             | –                         |
| 13. Juli 1996 – 26. Juli 1996 2 Wochen (insgesamt 3) | 3                                              | Andrea Bocelli                                 | Bocelli                                        | –                         |
| 27. Juli 1996 – 9. August 1996 2 Wochen | 2                                              | Bette Midler                                   | Experience the Divine – Greatest Hits          | –                         |
| 10. August 1996 – 23. August 1996 2 Wochen | 2                                              | The Fugees                                     | The Score                                      | –                         |
| 24. August 1996 – 30. August 1996 1 Woche (insgesamt 3) | 3                                              | Alanis Morissette                              | Jagged Little Pill                             | –                         |
| 31. August 1996 – 13. September 1996 2 Wochen (insgesamt 3) | 3                                              | Frans Bauer                                    | Voor jou                                       | –                         |
| 14. September 1996 – 20. September 1996 1 Woche | 1                                              | René Froger                                    | Illegal Romeo Part 1                           | –                         |
| 21. September 1996 – 27. September 1996 1 Woche (insgesamt 3) | 3                                              | Frans Bauer                                    | Voor jou                                       | –                         |
| 28. September 1996 – 4. Oktober 1996 1 Woche | 1                                              | R.E.M.                                         | New Adventures in Hi-Fi                        | –                         |
| 5. Oktober 1996 – 11. Oktober 1996 1 Woche (insgesamt 3) | 3                                              | Andrea Bocelli                                 | Bocelli                                        | –                         |
| 12. Oktober 1996 – 22. November 1996 6 Wochen (insgesamt 12) | 12                                             | Céline Dion                                    | Falling into You                               | –                         |
| 23. November 1996 – 20. Dezember 1996 4 Wochen | 4                                              | Toni Braxton                                   | Secrets                                        | –                         |
| 21. Dezember 1996 – 3. Januar 1997 2 Wochen (insgesamt 12) | 12                                             | Céline Dion                                    | Falling into You                               | –                         |

## Jahreshitparaden
| ← 1995 ← | Liste der Nummer-eins-Hits in den Niederlanden | Liste der Nummer-eins-Hits in den Niederlanden            | Liste der Nummer-eins-Hits in den Niederlanden | 1997 →   |
| \| Singles \| Position# \| Alben \| \| --------------------------------------------------------------------------------------------------------------------------------------------------------------------------------------------- \| --------- \| --------------------------------------------------------- \| \| Macarena (Bayside Boys Remix) Los del Río Antonio Romero Monge, Rafael Ruiz Perdigones \| 1 \| Falling into You Céline Dion \| \| Banger hart Rob de Nijs Musik: Ellert J. M. Driessen; Text: Belinda Meuldijk \| 2 \| Als geen ander Marco Borsato \| \| Captain Jack Udo Niebergall, Richard Witte, Elizabeth da Costa, Volker Weber \| 3 \| Bocelli Andrea Bocelli \| \| Killing Me Softly The Fugees Musik: Charles Fox; Text: Norman Gimbel \| 4 \| Helmut Lotti goes Classic Helmut Lottimeeu \| \| I Can’t Help Myself (I Love You, I Want You) The Kelly Family Kelly Family \| 5 \| Jagged Little Pill Alanis Morissette \| \| Per spoor (kedeng kedeng) Guus Meeuwis & Vagant Gustaaf S. M. Meeuwis \| 6 \| Verbazing Guus Meeuwis & Vagant \| \| Zonder jou Simone Kleinsma met Paul de Leeuw Musik: Angelo Anastasio, Celso Valli; niederländischer Text: Henri C. G. Kooreneef \| 7 \| HIStory – Past, Present and Future Book I Michael Jackson \| \| Children Robert Miles Roberto Concina \| 8 \| Voor jou Frans Bauer \| \| Mysterious Girl Peter André feat. Bubbler Ranx Oliver James Jacobs, Phillip Jacobs, Glen Goldsmith, Peter James Andréa, Wayne Anthony Blackstock \| 9 \| The Score Fugees \| \| Wannabe Spice Girls Matthew Paul Rowbottom, Richard Frederick Stannard, Melanie Janine Brown, Victoria Caroline Beckham, Geraldine Estelle Halliwell, Emma Lee Bunton, Melanie Jayne Chisholm \| 10 \| Dove c’è musica Eros Ramazzotti \| |                                                |                                                           |                                                |          |
| ← 1995 |                                                |                                                           |                                                | → 1997 → |
| Singles | Position#                                      | Alben                                                     |                                                |          |
| Macarena (Bayside Boys Remix) Los del Río Antonio Romero Monge, Rafael Ruiz Perdigones | 1                                              | Falling into You Céline Dion                              |                                                |          |
| Banger hart Rob de Nijs Musik: Ellert J. M. Driessen; Text: Belinda Meuldijk | 2                                              | Als geen ander Marco Borsato                              |                                                |          |
| Captain Jack Udo Niebergall, Richard Witte, Elizabeth da Costa, Volker Weber | 3                                              | Bocelli Andrea Bocelli                                    |                                                |          |
| Killing Me Softly The Fugees Musik: Charles Fox; Text: Norman Gimbel | 4                                              | Helmut Lotti goes Classic Helmut Lottimeeu                |                                                |          |
| I Can’t Help Myself (I Love You, I Want You) The Kelly Family Kelly Family | 5                                              | Jagged Little Pill Alanis Morissette                      |                                                |          |
| Per spoor (kedeng kedeng) Guus Meeuwis & Vagant Gustaaf S. M. Meeuwis | 6                                              | Verbazing Guus Meeuwis & Vagant                           |                                                |          |
| Zonder jou Simone Kleinsma met Paul de Leeuw Musik: Angelo Anastasio, Celso Valli; niederländischer Text: Henri C. G. Kooreneef | 7                                              | HIStory – Past, Present and Future Book I Michael Jackson |                                                |          |
| Children Robert Miles Roberto Concina | 8                                              | Voor jou Frans Bauer                                      |                                                |          |
| Mysterious Girl Peter André feat. Bubbler Ranx Oliver James Jacobs, Phillip Jacobs, Glen Goldsmith, Peter James Andréa, Wayne Anthony Blackstock | 9                                              | The Score Fugees                                          |                                                |          |
| Wannabe Spice Girls Matthew Paul Rowbottom, Richard Frederick Stannard, Melanie Janine Brown, Victoria Caroline Beckham, Geraldine Estelle Halliwell, Emma Lee Bunton, Melanie Jayne Chisholm | 10                                             | Dove c’è musica Eros Ramazzotti                           |                                                |          |